# Asociación Civil de Padrinos y Alumnos de Escuelas Rurales
La Asociación Civil de Padrinos y Alumnos de Escuelas Rurales (APAER) ha sido legalmente constituida en la República Argentina al inicio de la recuperación democrática nacional (1983) ayudando desde entonces con trabajo voluntario en las escuelas rurales argentinas. En los Estatutos Sociales de APAER se fija como objetivo: "lograr que los alumnos de las escuelas primarias públicas del interior de nuestros país puedan terminar el ciclo primario, capacitándolos para una futura salida laboral que les permita desarrollarse en su zona, evitando el desarraigo. Utilizamos el sistema de padrinazgos y colaboramos con el maestro en su tarea y realizando convenios con otras entidades que compartan el mismo objetivo sin buscar rédito político, económico, religioso o racial"
Utiliza el sistema de padrinazgos y colabora con el maestro en su tarea "realizando convenios con otras entidades que compartan el mismo objetivo."

## Las escuelas rurales en la Argentina
En la Argentina las escuelas rurales son tan diversas en infraestructura como lo es la geografía del país. 
Teniendo la Demografía de Argentina una baja densidad de población (14 hab/km²) la cual es mayormente urbana en un 90%, las escuelas rurales se tornan un factor esencial tanto para atender una población vulnerable y aislada, como también para facilitar la vida rural en condiciones adecuadas.
Algunas escuelas rurales cuentan con facilidades modernas, pero muchas de ellas se encuentran con grandes carencias materiales estructurales –algunas escuelas no cuentan con electricidad, servicios sanitarios o agua potable. Además, muchas son las dificultades para el alcance de Internet y telefonía (móvil o fija) y la actualización de materiales escolares.

## Ayuda de la sociedad civil a la educación pública
Dentro de APAER sus socios ejercen un ma/padrinazgo voluntario para mejorar la situación de las escuelas rurales, y a su vez a reforzar la retención escolar y contribuir al proceso educativo primario.
Unos 220.000 alumnos a través de la ayuda a unas 4.500 escuelas han sido beneficiados a través de ese ma/padrinazgo. Anualmente se realizan unos 250 proyectos a través de la institución en temas de provisión de agua, energía sustentable, huertas y talleres artesanales.
A nivel personal, unos 1500 docentes se capacitan con cursos a distancia y casi 500 alumnos cuentan con beca de estudio a través de la institución.

## Modalidades de cooperación
Si bien el madrinazgo o padrinazgo es la forma más usual de APAER contándose con más de 7000 padrinos, también otras formas de ayuda son hechas a través de auspicios, donaciones en productos o servicios y apoyo directo financiero a proyectos locales. Siendo todos sus miembros voluntarios, se asume además como compromiso no exceder el 10% de las donaciones para los gastos administrativos y de monitoreo.

## Premios, publicaciones, programas de TV
APAER ha recibido varios premios y menciones a lo largo de su existencia.
La publicación periódica Aquí Padrinos informa regularmente tanto de las necesidades como proyectos rurales en educación realizados. Junto a dicha revista otras publicaciones especializadas son distribuidas gratuitamente tanto en papel como digitalmente. 
Han colaborado en la realización de varios programas de televisión de aire, radio AM y FM, y periódicos, que se hacen eco de la problemática educativa rural. Ejemplo de ello ha sido la serie Gigantes de Telenoche (tv de aire) sobre los maestros y padrinos rurales y la colecta de útiles escolares de la campaña en cooperación Digamos Presente.
Algunos de los premios recibidos: 
- IN Heroes Awards 2009 que promueve LGI -Mariana Dratman- María Cristina Laporte
- The International Associations Of Lions Clubs. Mención de Honor “Melvin Jones” 2009 - por su “conocida calidad y su manifiesta vocación de servir.”[4]
- Premio Banco Galicia - Revista Chacra a la gestión solidaria del campo Programa de becas 2007.[5]
- Premio Pregonero 2007 para Magister Libros[6]
- Premio al Emprendedor Solidario 2004 - Categoría Educación. Foro Ecuménico Social - APAER.
- Miembro de Honor -Fundación Internacional. Talentos para la Vida 2000 - APAER.
- Diploma de Honor a APAER. Congreso Argentino "El niño y la TV", años 1995, 1996, 1997.
- Reconocimiento Padre Jorge Chaupuis, HHCC 1994 - Fratelli Delle Scuole Cristiane - Consiglio Generale - Roma
- Premio comunidad a la educación, de la fundación La Nación. (2008)[7]